# Baron Terrington
Baron Terrington, of Huddersfield in the County of York, ist ein erblicher britischer Adelstitel in der Peerage of the United Kingdom.
Familiensitz der Barone ist Lister House in London.

## Verleihung
Der Titel wurde am 19. Januar 1918 für den liberalen Politiker Sir James Woodhouse geschaffen. Dieser war von 1895 bis 1906 Unterhausabgeordneter für Huddersfield gewesen.
Heutiger Titelinhaber ist seit 2001 dessen Urenkel Christopher Woodhouse, 6. Baron Terrington.

## Liste der Barone Terrington (1918)
- James Woodhouse, 1. Baron Terrington (1852–1921)
- Harold Woodhouse, 2. Baron Terrington (1877–1940)
- Horace Woodhouse, 3. Baron Terrington (1887–1961)
- David Woodhouse, 4. Baron Terrington (1915–1998)
- Montague Woodhouse, 5. Baron Terrington (1917–2001)
- Christopher Woodhouse, 6. Baron Terrington (* 1946)

Titelerbe (Heir Apparent) ist der Sohn des aktuellen Titelinhabers, Hon. Jack Woodhouse (* 1978).